# E. Richard Johnson
Emil Richard Johnson (* 23. April 1938 in Prentice, Wisconsin; † 18. Dezember 1997) war ein US-amerikanischer Schriftsteller.

## Leben
Johnson stammte aus einer kinderreichen Familie; seine Vorfahren waren deutsche Einwanderer. Nachdem er die Schulzeit in seiner Heimatstadt absolviert hatte, meldete er sich freiwillig zur Armee. Dort diente er auf unterschiedlichen Posten an verschiedenen Standorten und wurde bis zum Sergeant befördert.
1960 verließ Johnson die Armee, konnte aber im zivilen Leben nicht mehr Fuß fassen. Ab dieser Zeit hatte er keinen festen Wohnsitz mehr und begann auch kriminell zu werden. Nach zwei Verurteilungen (die erste zur Bewährung) erschoss er 1962 bei einem Überfall in Minnesota einen Wachmann. Dafür wurde er zu einer vierzigjährigen Haftstrafe verurteilt, die er ab 1964 im Staatsgefängnis von Stillwater (Minnesota) verbüßte.
Sein Erfolg als Autor machte Johnson wohlhabend. In den siebziger Jahren begann er Rauschgift zu nehmen und hörte auf zu schreiben. 1979 hatte er mehrere Überdosen, überlebte aber und beendete seine Abhängigkeit. Er heiratete und begann wieder zu schreiben, ehe er 1989 begnadigt wurde. Die Ehe scheiterte, und Johnson begann zu trinken. Er wurde am 18. Dezember 1997 in seiner Wohnung tot aufgefunden.

## Schriftstellerische Tätigkeit
Im Gefängnis begann Johnson aus Langeweile zu schreiben. Als Freizeitjäger und -angler schrieb er Artikel über diese Themen, ferner Kurzgeschichten und Rätsel für Kindermagazine. Mit seinem Debütroman Der Tod auf Silver Street (Silver Street) konnte er seinen literarischen Durchbruch erzielen. Publikum wie Kritiker waren begeistert, und die Mystery Writers of America (MWA) zeichneten dieses Erstlingswerk 1969 mit dem Edgar aus. Er teilte sich diesen Preis mit Dorothy Uhnak, deren Kriminalroman Mädchenmord mit Voranmeldung (The Bait) ebenfalls ausgezeichnet wurde. Der Preis wurde ihm im Gefängnis überreicht.

## Ehrungen
- 1969: Edgar Allan Poe Award – Kategorie Bester Erstlingsroman für Silver Street (dt. Der Tod auf Silver Street. Ullstein, Frankfurt/M. 1969)

## Werke (Auswahl)
Tony Tonto Zyklus
- Der Tod auf Silver Street (Silver Street). Ullstein, Frankfurt/M. 1969
- Verrat auf Silver-Street (The inside man). Ullstein, Frankfurt/M. 1970
- Blind man’s bluff. St. Martin’s Press, New York 1987, ISBN 0-312-00999-2
- The Hands of Eddy Loyd. St. Martin’s Press, New York 1988, ISBN 0-312-01771-5
- Dead Flowers. International Polygonics Press, New York 1990, ISBN 1-558-82059-0

Andere Kriminalromane
- Der dreizehnte Kontrakt (Mongo’s back in town). Ullstein, Frankfurt/M. 1969
- Es kocht in Käfig 5 (Cage Five is going to break). Ullstein, Frankfurt/M. 1971, ISBN 3-548-01375-9
- Weißes Gift im Blut (The God keepers). Ullstein, Frankfurt/M. 1971, ISBN 3-548-113834
- Gefügig mit Gewalt (Case Load: Maximum). Ullstein, Frankfurt/M. 1972, ISBN 3-548-01483-6
- Die Firma dankt mit Kugeln (The Judas). Ullstein, Frankfurt/M. 1972, ISBN 3-548-01446-1
- Geheimauftrag für einen Killer (The Cardinalli Contract). Karl-Müller-Verlag, Erlangen 1977

## Verfilmungen
- 1969: Marvin J. Chomsky (Regie): Der dreizehnte Kontrakt (Mongo’s back in town; mit Telly Savalas, Sally Field u. a.)